# Худајужна
Худајужна (словен. Hudajužna, итал. Villa Iùsina) је насељено место у општини Толмин, Горишка регија, Словенија.

## Историја
До територијалне реорганизације у Словенији била је у саставу старе општине Толмин.

## Становништво
У попису становништва из 2011. године, Худајужна је имала 101 становника.
| Број становника према пописима | Број становника према пописима | Број становника према пописима |
| ------------------------------ | ------------------------------ | ------------------------------ |
| 1991                           | 2002                           | 2011                           |
| 136                            | 119                            | 101                            |

## Галерија
- река Бача на току кроз Худајужну
- железничка станица